# Ævangelist
Ævangelist — американская блэк-дэт-метал-группа, использующая в своей музыке авангардные и экспериментальные элементы. Группа состоит из Аскариса (Ascaris) и Матрона Торна (Matron Thorn), привлекая сессионных музыкантов для концертов. Группа была образована в 2010 году и на сегодняшний день выпустила четыре полноформатных альбома и пять EP.

## История
Группа была основана в 2010 году Матроном Торном и Аскарисом, которые познакомились во время концертов, когда они выступали в составе других коллективов. В 2011 году вышло дебютное EP Oracle of Infinite Despair, благодаря которому дуэт подписал контракт с итальянским лейблом I, Voidhanger Records. Дебютный полноформатный альбом De Masticatione Mortuorum in Tumulis вышел в 2012 году и получил положительные оценки от музыкальных критиков. В 2013 году группа выпустила EP Nightmare Flesh Offering и сплит с Esoterica под названием To the Dream Plateau of Hideous Revelation. На последнем Ævangelist представили 22-минутный трек «Omniquity». Второй альбом группы, Omen Ex Simulacra, был издан в ноябре на французском лейбле Debemur Morti Productions.
После концертного тура дуэт приступил к работе над своим третьим студийным альбомом. Вышедший осенью 2014 года Writhes in the Murk был настолько экспериментальным, что вызвал неоднозначные мнения среди слушателей. В следующем году вышли два EP: Catharsis был выпущен самостоятельно, а Dream an Evil Dream — на лейбле Debemur Morti. Они стали предпосылками к четвёртому полноформатному альбому под названием Enthrall to the Void of Bliss, выпущенного лейблом 20 Buck Spin. Выступление группы на фестивале California Death Fest в том же году было записано и издано в виде EP. В начале лета 2016 года Ævangelist объявили о выпуске сплита с Blut Aus Nord на лейбле Debemur Morti. Релиз получил название Codex Obscura Nomina.

## Дискография

### Студийные альбомы
- De Masticatione Mortuorum in Tumulis (2012)
- Omen Ex Simulcra (2013)
- Writhes in the Murk (2014)
- Enthrall to the Void of Bliss (2015)
- Heralds of Nightmare Descending (2018)
- Matricide in the Temple of Omega (2018)
- Dream an Evil Dream II (2020)
- Nightmarecatcher (2020)
- Dream an Evil Dream III (2021)

### EP
- Oracle of Infinite Despair (2011)
- Nightmare Flesh Offering (2013)
- To the Dream Plateau of Hideous Revelation (2013) — сплит с Esoterica
- Abstract Catharsis (2015)
- Dream an Evil Dream (2015)
- Codex Obscura Nomina (2016) — сплит с Blut Aus Nord
- Aberrant Genesis (2018)

### Концертные альбомы
- Live at California Deathfest (2015)

### Сборники
- Veneration of Profane Antiquity (2018)